# NGC 678
إن جي سي 678 (بالإنجليزية: NGC 678)‏ في علم الفلك هي مجرة حلزونية ضلعية ترى في كوكبة الحمل . اكتشفت المجرة إن جي سي 678 من العالم الفلكي الألماني البريطاني وليام هيرشل في 15 سبتمبر 1784 .

## معلومات عن المجرة إن جي سي 678
- الكوكبة = الحمل
- مطلع مستقيم = 01/49/24.9
- الميل = +/21/59/50.3
- الحجم = 2
- النوع| = هابل SB(s)b: sp
- قدر ظاهري = 12,5
- اتساعها الزاوي = 1.72/0.654
- انزياح أحمر :
- z = 0.009
- بعدها عنا = 34.7 مليون فرسخ فلكي تعادل 113 مليون سنة ضوئية
- قدر مطلق =
- كتلتها =
- قطرها =
- مكتشفها = وليام هيرشل
- تاريخ اكتشافها| = 15. سبتمبر 1784

## اقرأ أيضا
- إن جي سي 884
- إن جي سي 680

## وصلات خارجية
- NOAO
- موقع الكون في الإنترنت